# Камерота
Камеро́та (итал. Camerota) — коммуна в Италии, расположена в области Кампания, в провинции Салерно.
Население коммуны составляет 7103 человек (на 2011 г.), плотность населения ─ 101 чел./км². Коммуна занимает площадь 70,18 км². Почтовый индекс — 84040. Телефонный код — 0974.
Покровителем населённого пункта считается Викентий Феррер. День памяти отмечается 22 января.